# Rock Master 2014
Rock Master 2014 – międzynarodowe, elitarne, prestiżowe zawody we wspinaczce sportowej organizowane corocznie od 1987 roku we włoskim Arco, które w 2014 roku odbyły się w dniach 28 sierpnia - 7 września. 
Zawody wspinaczkowe podczas festiwalu w Arco we wspinaczki na czas były traktowane jako  Puchar Świata we wspinaczce sportowej 2014, Arco (ITA) (ang. IFSC Climbing Worldcup (S) - Arco (ITA) 2014 odbyły się w dniach 30-31 sierpnia.

## Wyniki
Legenda
     * Konkurencje zawodów wspinaczkowych rozegrane tylko w ramach Rock Master 2014 zostały zaznaczone tym kolorem.
     * Zawodnicy (włoscy), organizatora zawodów  zostali zaznaczeni tym kolorem.

### Prowadzenie
Zawody tej edycji Rock Master w prowadzeniu były rozgrywane wyłącznie w ramach zawodów Rock Master 2014. W zawodach w prowadzeniu wzięło udział 12 wspinaczy i 12 wspinaczek.
| Mężczyźni | Mężczyźni           | Mężczyźni |         | Kobiety              | Kobiety | Kobiety |
| Miejsce   | Zawodnik            | Wynik     | Miejsce | Zawodniczka          | Wynik   |         |
|           |                     |           |         |                      |         |         |
| złoto     | Sači Amma           |           | złoto   | Magdalena Röck       |         |         |
| srebro    | Francesco Vettorata |           | srebro  | Mina Markovič        |         |         |
| brąz      | Sean McColl         |           | brąz    | Héléne Janicot       |         |         |
| 4.        | Jakob Schubert      |           | 4.      | Charlotte Durif      |         |         |
| 5.        | Domen Škofic        |           | 5.      | Jewhenija Malamid    |         |         |
| 6.        | Michaił Czernikow   |           | 6.      | Claudia Ghisolfi     |         |         |
| 7.        | Loïc Timermmans     |           | 7.      | Mathilde Becerra     |         |         |
| 8.        | Urban Primozic      |           | 8.      | Dinara Fachritdinowa |         |         |

### Wspinaczka na czas
Zawody tej edycji Rock Master we wspinaczce na czas były rozgrywane jednocześnie jako IFSC Puchar Świata we wspinaczce sportowej, Arco (ITA) 2014, dlatego też w kwalifikacjach do fazy finałowej na czas wzięło udział 32 wspinaczy i 29 wspinaczek. 
| Mężczyźni                   | Mężczyźni                   | Mężczyźni                   |                           | Kobiety                   | Kobiety                   | Kobiety |
| Miejsce                     | Zawodnik                    | Wynik                       | Miejsce                   | Zawodniczka               | Wynik                     |         |
| --------------------------- | --------------------------- | --------------------------- | ------------------------- | ------------------------- | ------------------------- | ------- |
|                             |                             |                             |                           |                           |                           |         |
| złoto                       | Libor Hroza                 | 5,760                       | złoto                     | Anouck Jaubert            | 8,280                     |         |
| srebro                      | Bassa Mawem                 | 6,140                       | srebro                    | Julija Lewoczkina         | 8,390                     |         |
| brąz                        | Alessandro Santoni          | 6,300                       | brąz                      | Marija Krasawina          | 8,050                     |         |
| 4.                          | Marcin Dzieński             | 6,140                       | 4.                        | Patrycja Chudziak         | 9,720                     |         |
| 5.                          | Danyjił Bołdyrew            | 6,320                       | 5.                        | Ałła Marenych             | 8,820                     |         |
| 6.                          | Stanisław Kokorin           | 6,160                       | 6.                        | Monika Prokopiuk          | 9,280                     |         |
| 7.                          | Arseni Szewczenko           | 6,570                       | 7.                        | Anna Cyganowa             | 8,440                     |         |
| 8.                          | Quentin Nambot              | 6,690                       | 8.                        | Jana Lugovenko            | 8,980                     |         |
| Miejsca pozostałych Polaków | Miejsca pozostałych Polaków | Miejsca pozostałych Polaków | Miejsca pozostałych Polek | Miejsca pozostałych Polek | Miejsca pozostałych Polek |         |
| 11.                         | Jędrzej Komosiński          | 6,670                       | 9.                        | Edyta Ropek               | 8,440                     |         |
| 18.                         | Rafał Hałasa                | 6,910                       | 14.                       | Anna Brożek               | 10,010                    |         |
| 24.                         | Michał Lewicki              | 7,700                       | 16.                       | Aleksandra Mirosław       | 8,480                     |         |
| 25.                         | Karol Denis                 | 7,760                       | 18.                       | Klaudia Buczek            | 10,390                    |         |

### Bouldering i Duel
Konkurencje; boulderingu i duelu, rozegrane zostały wyłącznie w ramach zawodów Rock Master 2014. 
- W zawodach w boulderingu wzięło udział 11 wspinaczy[7] i 8 wspinaczek[8].
- W zawodach w duelu  wzięło udział 8 wspinaczy[9] i 8 wspinaczek[10].

| Bouldering |                       |         |                         |         |
| Mężczyźni  | Mężczyźni             |         | Kobiety                 | Kobiety |
| Miejsce    | Kraj / Zawodnik       | Miejsce | Kraj / Zawodniczka      |         |
|            |                       |         |                         |         |
| złoto      | Jernej Kruder         | złoto   | Alex Puccio             |         |
| srebro     | Jeremy Bonder         | srebro  | Akiyo Noguchi           |         |
| brąz       | Makoto Yamauchi       | brąz    | Julijana Kruder         |         |
| 4.         | Kokoro Fujii          | 4.      | Jekatierina Kiprijanowa |         |
| 5.         | Rei Sugimoto          | 5.      | Katja Kadic             |         |
| 6.         | James Kassay          | 6.      | Katharina Saurwein      |         |
| 7.         | Gabriele Maroni       | 7.      | Sa Sol                  |         |
| 8.         | Michael Piccolruaz    | 8.      | Fanny Gibert            |         |
| 9.         | Dmitrij Szarafutdinow |         |                         |         |

| Duel      |                     |         |                      |         |
| Mężczyźni | Mężczyźni           |         | Kobiety              | Kobiety |
| Miejsce   | Kraj / Zawodnik     | Miejsce | Kraj / Zawodniczka   |         |
|           |                     |         |                      |         |
| złoto     | Sean McColl         | złoto   | Dinara Fachritdinowa |         |
| srebro    | Jakob Schubert      | srebro  | Jewhenija Malamid    |         |
| brąz      | Domen Škofic        | brąz    | Mina Markovič        |         |
| 4.        | Michaił Czernikow   | 4.      | Mathilde Becerra     |         |
| 5.        | Urban Primozic      | 5.      | Hélène Janicot       |         |
| 6.        | Sachi Amma          | 6.      | Charlotte Durif      |         |
| 7.        | Francesco Vettorata | 7.      | Claudia Ghisolfi     |         |
| 8.        | Walerij Krjukow     | 8.      | Natalija Gros        |         |